# تارجيست
تارجيست (بالأمازيغية: ⵜⴰⵔⴳⵉⵙⵜ) مدينة تقع في قلب الريف وهي تابعة لإقليم الحسيمة التابع لجهة طنجة تطوان الحسيمة المغربية ، كانت تدعى في القديم باسم كرونة[بحاجة لمصدر]. تعرف بمناخها المتوسطي ويبلغ عدد سكانها 8.387 نسمة.

## توأمة
لتارجيست اتفاقيات توأمة مع:
- ليغانيس

## أعلام
- مصطفى الكبير

## وصلات خارجية
- موقع مدينة تارجيست على الإنترنت